# Val-de-Vie
Val-de-Vie ist eine französische Gemeinde mit 509 Einwohnern (Stand: 1. Januar 2022) im Département Calvados in der Region Normandie. Sie gehört zum Arrondissement Lisieux und zum Kanton Livarot-Pays-d’Auge.
Die Gemeinde entstand im Zuge einer Gebietsreform zum 1. Januar 2016 durch die Fusion von vier ehemaligen Gemeinden, die nun Ortsteile von Val-de-Vie darstellen. Sainte-Foy-de-Montgommery fungiert dabei als „übergeordneter Ortsteil“ als Verwaltungssitz.

## Gliederung
| Ortsteil                                      | ehemaliger INSEE-Code | Fläche (km²) | Einwohnerzahl (2016) |
| --------------------------------------------- | --------------------- | ------------ | -------------------- |
| La Brévière                                   | 14105                 | 3,53         | 108                  |
| La Chapelle-Haute-Grue                        | 14153                 | 2,92         | 082                  |
| Sainte-Foy-de-Montgommery (Verwaltungssitz)00 | 14576                 | 4,59         | 182                  |
| Saint-Germain-de-Montgommery                  | 14583                 | 8,13         | 176                  |

## Sehenswürdigkeiten
- La Chapelle-Haute-Grue:
  - Herrenhaus, Monument historique[3]
  - Kirche Saint-Pierre
- Sainte-Foy-de-Montgommery:
  - Kirche Sainte-Foy
- Saint-Germain-de-Montgommery:
  - Herrenhäuser, Monument historique[4][5]
  - Reste einer Motte

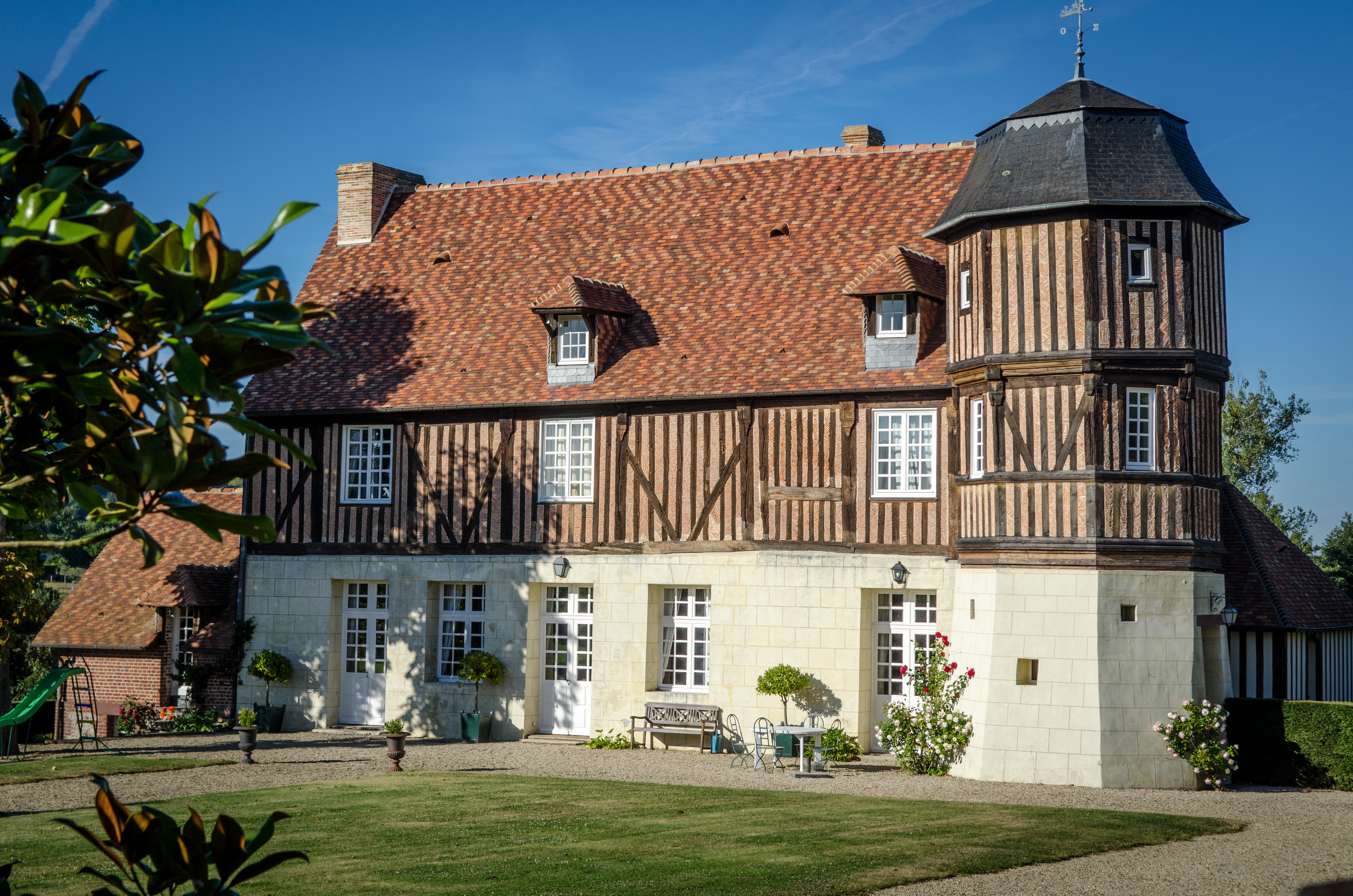
Herrenhaus in La Chapelle-Haute-Grue
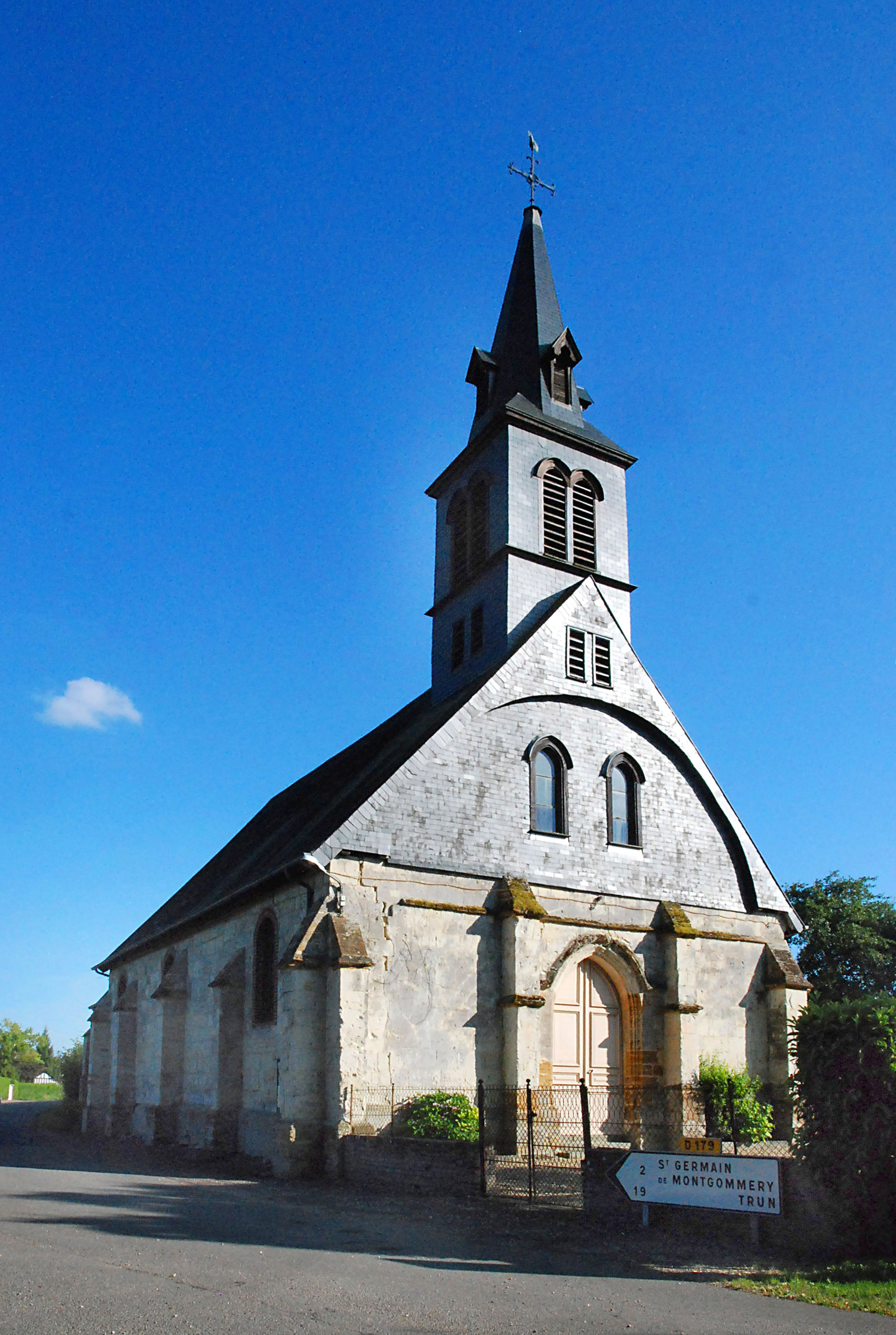
Kirche Sainte-Foy